# 놈이 우리 안에 있다
웨어울브스 위딘(WEREWOLVES WITHIN)은 미국에서 제작된 조쉬 루벤 감독의 2021년 공포, 코미디, 미스터리 영화이다. 샘 리차드슨 등이 주연으로 출연하였다.

## 출연

### 주연
- 샘 리차드슨 - 핀 역
- 밀라나 바인트루브 - 세실리 역

### 조연
- 조지 바질 - 마커스 역
- 캐서린 커틴 - 제닌 셔먼 역
- 미카엘라 왓킨스 - 트리샤 앤더튼 역
- 사라 번즈 - 그웬 역
- 마이클 처너스 - 피트 역
- 샤이엔 잭슨
- 하비 기옌 - 호아킴 울프슨 역
- 레베카 헨더슨 - 엘리스박사 역
- 웨인 두발 - 샘 역

## 수입
- 콘텐츠패밀리

## 같이 보기
- 비디오 게임을 원작으로 한 영화 목록